# أورو براتو
أورو براتو (بالبرتغالية:Ouro Preto) ومعناها الذهب الأسود هي بلدية في ولاية ميناز جارايز البرازيلية. تشتهر بأسلوب هندستها المعمارية الاستعمارية. تقع على بعد حوالي 70 كلم جنوب شرقي عاصمة ولاية ميناز جارايز بالو هوريزونتشي. ويبلغ عدد سكان أورو براتو 70227 سنمة وفق إحصائية أجري من قبل المعهد البرازيلي للجغرافيا والإحصاء سنة 2010. أسست البلدية في سنة 1711 بتوحيد عدد من الاستيطانات التي أسسها الرواد المستعمرون.
تقع بلدية أورو براتو في إحدى أهم مناطق هجمة الذهب في البرازيل. رسميا، أرسلت إلى البرتغال ثمنمائة طن من الذهب في القرن الثامن عشر وذلك دون حساب ما تداول بطرق غير قانونية ولا ما بقي في المستعمرة مثل الذهب الذي استعمل في تزيين الكنائس. البلدية باتت أكثر مدينة سكانا في أميركا اللاتينية، فتراوح عدد سكانها بين أربعين ألف نسمة في 1730 وثمنين ألف عقود بعد ذلك. آنذاك، فعدد سكان مدينة نيويورك لم يزد عن نصف ذلك، ولم يزد عدد سكان مدينة ساو باولو 8 ألف نسمة.
وكانت مدينة أورو براتو التاريخية أول موقع في البرازيل نظر فيه لينضم إلى قائمة مواقع التراث العالمي من قبل منظمة اليونسكو وكرمت بهذه الميزة سنة 1980. واعتبرت من تراث الولاية منذ 1933 ومعلم دولي منذ 1938.

## المناخ
يظهر الجدول التالي التغييرات المناخية على مدار السنة لأورو براتو:
| البيانات المناخية لـأورو براتو    | البيانات المناخية لـأورو براتو | البيانات المناخية لـأورو براتو | البيانات المناخية لـأورو براتو | البيانات المناخية لـأورو براتو | البيانات المناخية لـأورو براتو | البيانات المناخية لـأورو براتو | البيانات المناخية لـأورو براتو | البيانات المناخية لـأورو براتو | البيانات المناخية لـأورو براتو | البيانات المناخية لـأورو براتو | البيانات المناخية لـأورو براتو | البيانات المناخية لـأورو براتو | البيانات المناخية لـأورو براتو |
| الشهر                             | يناير                          | فبراير                         | مارس                           | أبريل                          | مايو                           | يونيو                          | يوليو                          | أغسطس                          | سبتمبر                         | أكتوبر                         | نوفمبر                         | ديسمبر                         | المعدل السنوي                  |
| --------------------------------- | ------------------------------ | ------------------------------ | ------------------------------ | ------------------------------ | ------------------------------ | ------------------------------ | ------------------------------ | ------------------------------ | ------------------------------ | ------------------------------ | ------------------------------ | ------------------------------ | ------------------------------ |
| متوسط درجة الحرارة الكبرى °م (°ف) | 26.0 (78.8)                    | 26.1 (79.0)                    | 25.3 (77.5)                    | 24.0 (75.2)                    | 22.5 (72.5)                    | 21.6 (70.9)                    | 21.3 (70.3)                    | 23.0 (73.4)                    | 24.0 (75.2)                    | 24.2 (75.6)                    | 24.5 (76.1)                    | 24.6 (76.3)                    | 23.9 (75.1)                    |
| متوسط درجة الحرارة الصغرى °م (°ف) | 15.6 (60.1)                    | 15.5 (59.9)                    | 14.0 (57.2)                    | 13.4 (56.1)                    | 10.9 (51.6)                    | 9.1 (48.4)                     | 8.3 (46.9)                     | 9.5 (49.1)                     | 12.0 (53.6)                    | 13.7 (56.7)                    | 14.7 (58.5)                    | 15.2 (59.4)                    | 12.7 (54.8)                    |
| الهطول مم (إنش)                   | 283 (11.1)                     | 208 (8.2)                      | 175 (6.9)                      | 82 (3.2)                       | 29 (1.1)                       | 17 (0.7)                       | 15 (0.6)                       | 24 (0.9)                       | 57 (2.2)                       | 115 (4.5)                      | 223 (8.8)                      | 324 (12.8)                     | 1٬552 (61)                     |
| المصدر: Climatedata.org.          |                                |                                |                                |                                |                                |                                |                                |                                |                                |                                |                                |                                |                                |

## توأمة
لأورو براتو اتفاقيات توأمة مع:
- توردسيلاس

## معرض

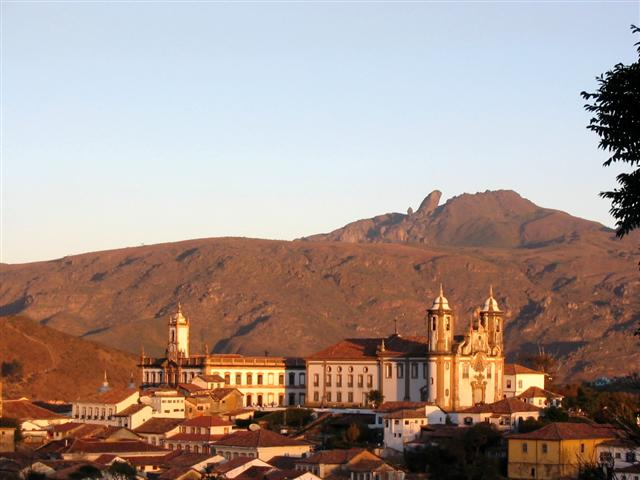
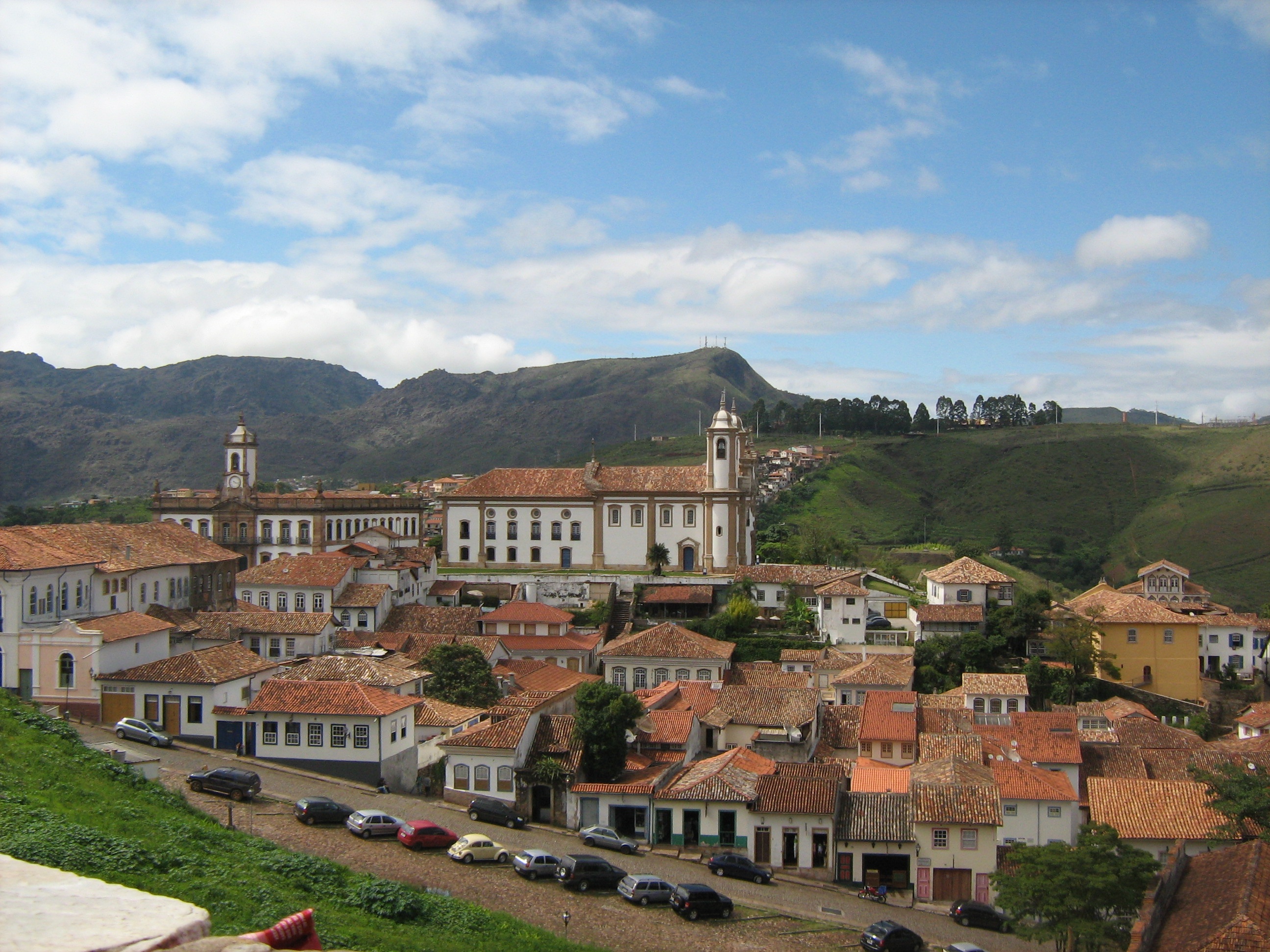
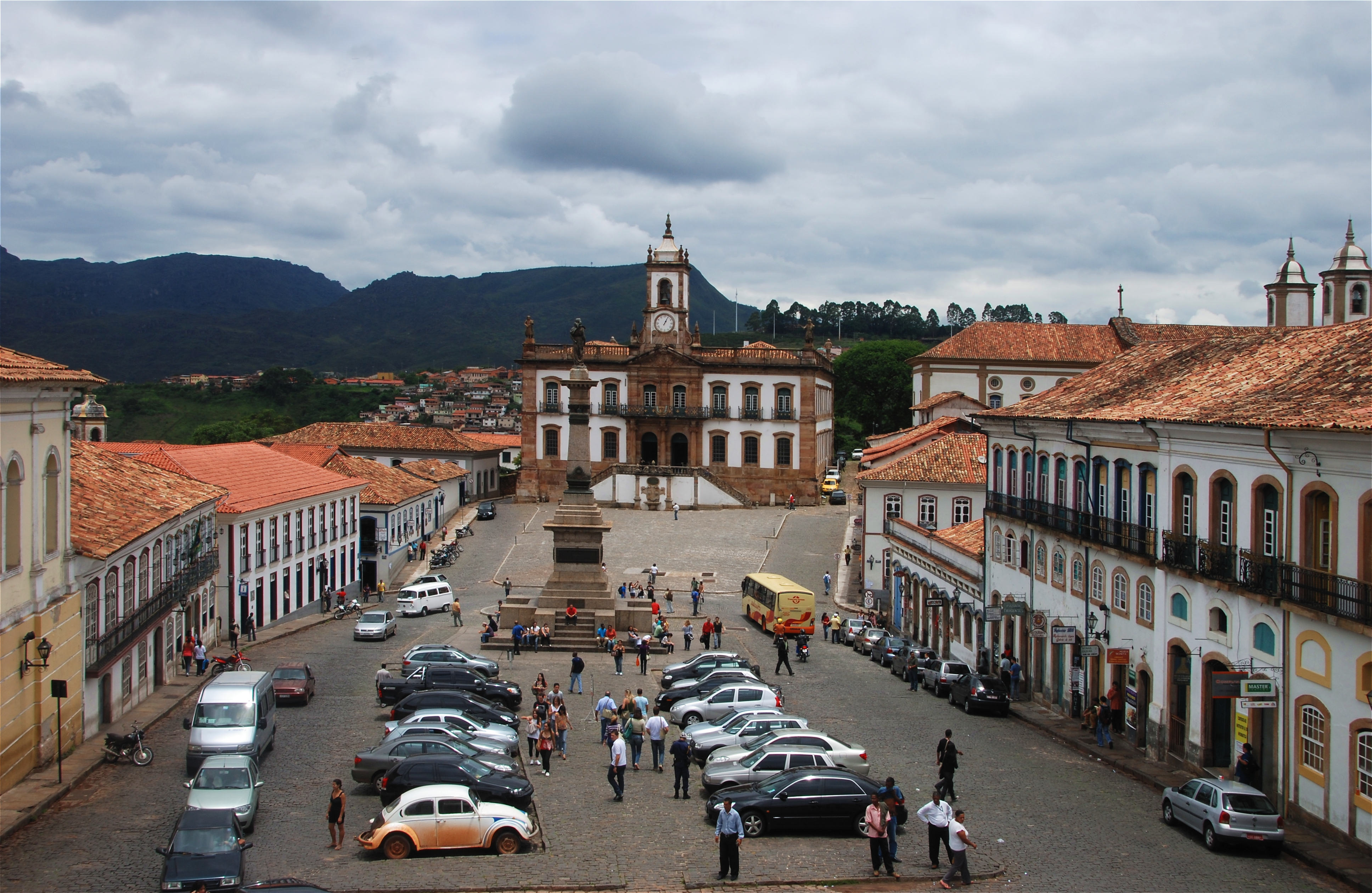
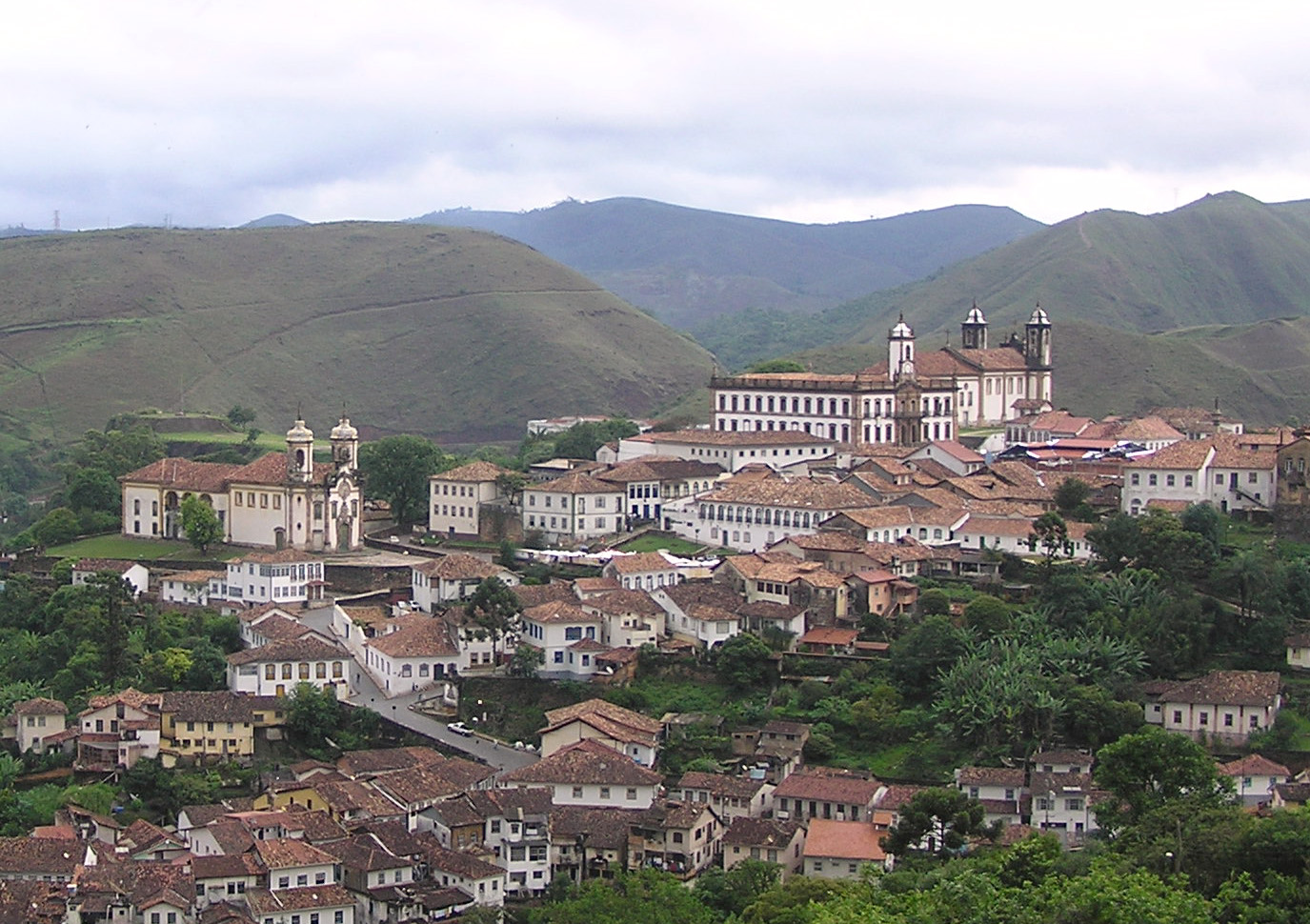
منظر على كنيسة كارمو ومتحف حركة عدم الثقة
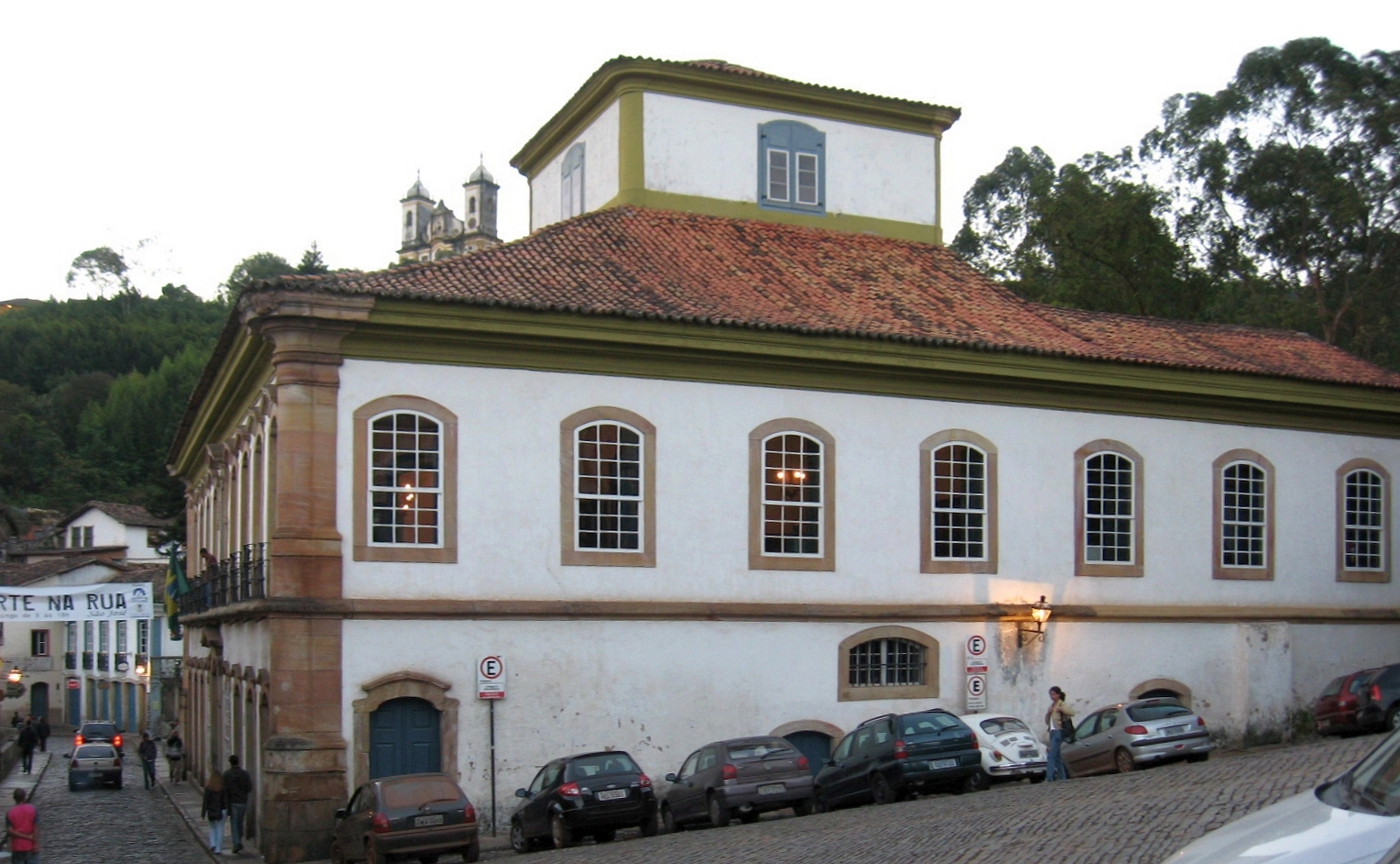
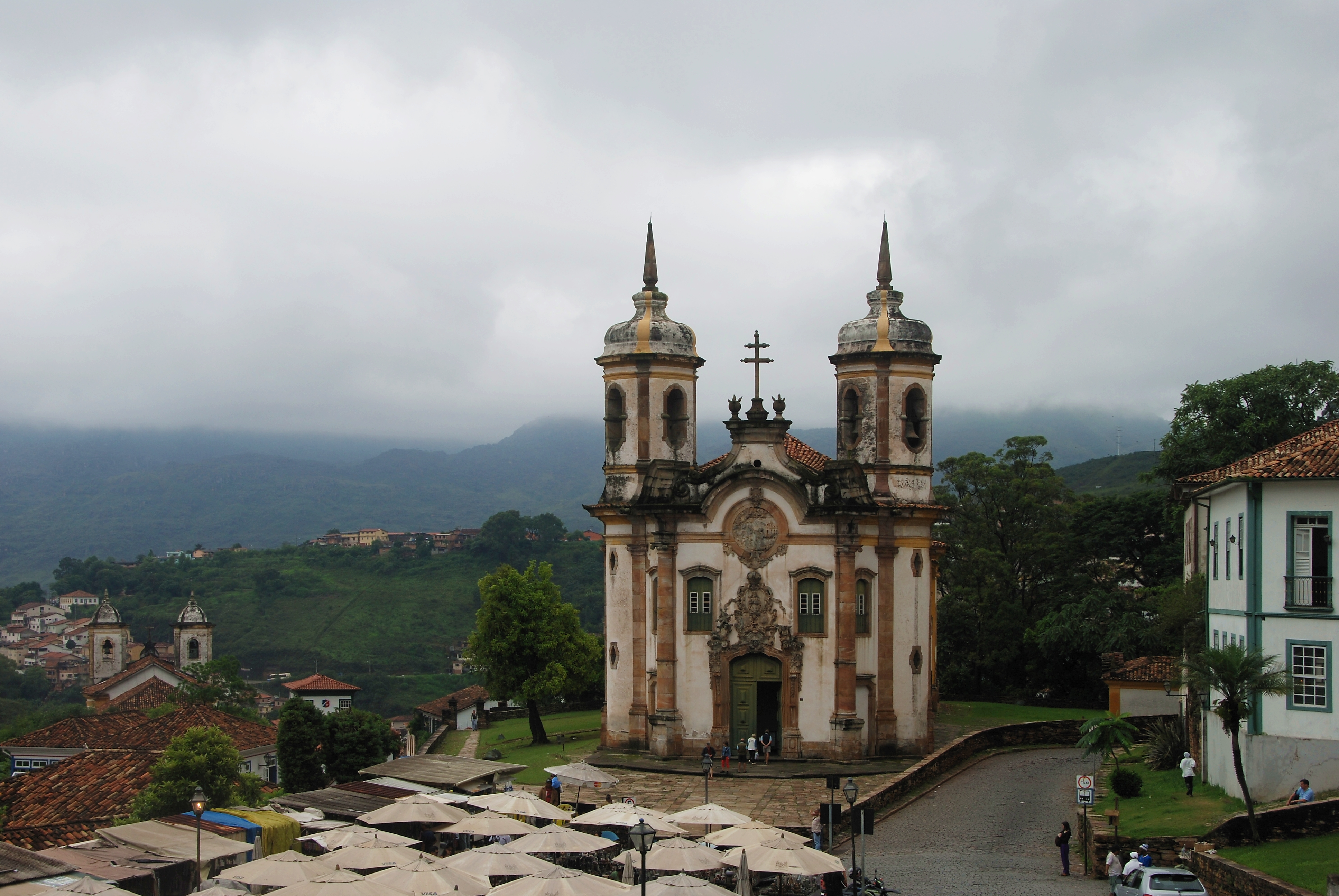
كنيسة القديس فرنسيس الأسيزي
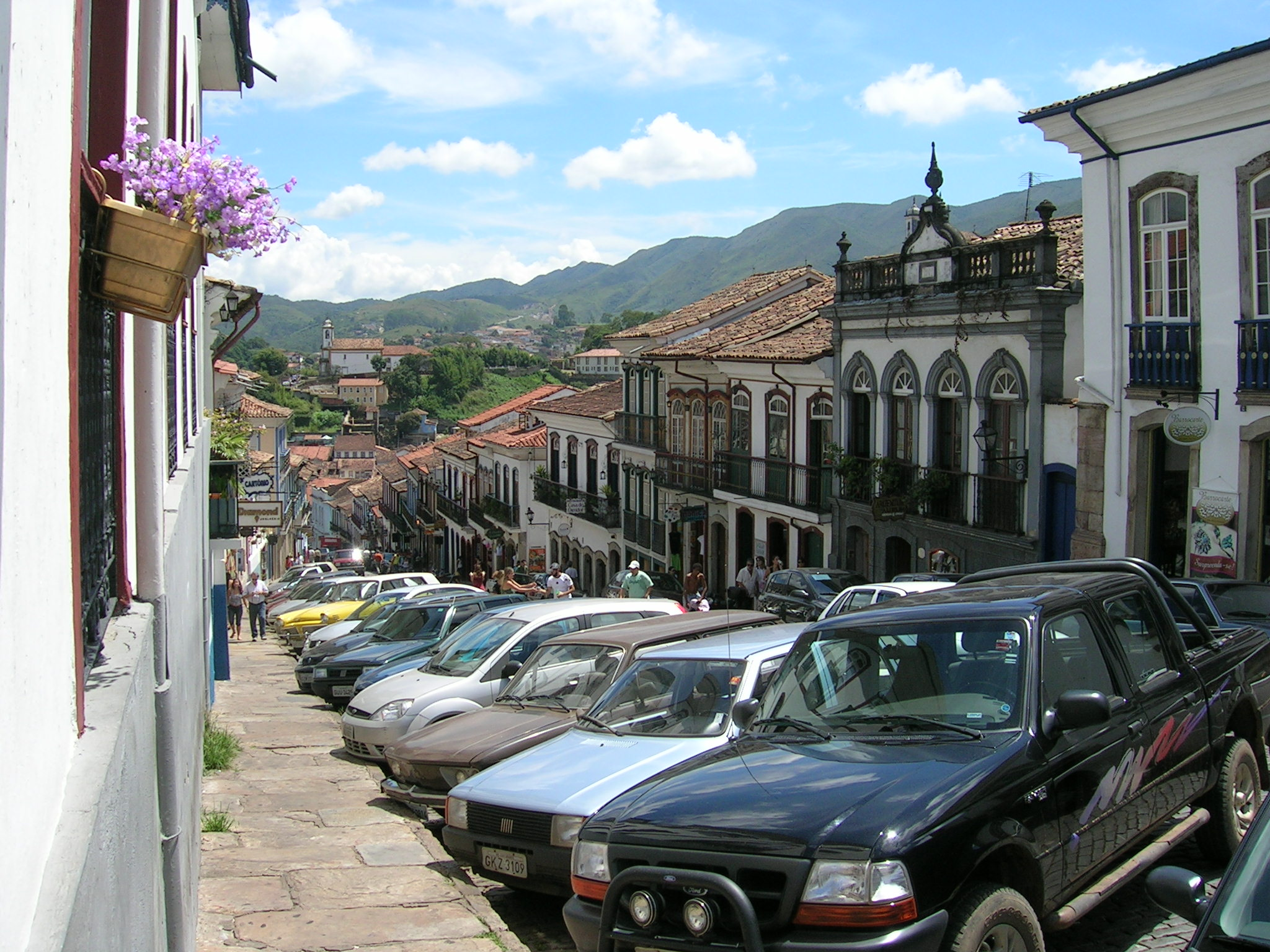

## أعلام
- كلاوديو مانويل دا كوستا
- برناردو غيمارايز
- ماركوس كويلو نيتو
- أفونسو سيلسو دي أسيس فيغيريدو جونيور